# Batinovac
Batinovac je jezero u Nacionalnom parku Plitvička jezera, pripada u skupinu Gornjih jezera.

## Opis
Nalazi se na nadmorskoj visini od 610 metara. Površine je 1,5 hektara. Najveća dubina je 5 metara. Njegova dužina iznosi 140 m uz širinu do 80 m. Jezero je okruženo visokim stablima bukve, a vješto proveden put vodi pokraj niza manjih slapova na kojima je vidljivo stvaranje sedre od sedrotvorne mahovine i bilja.
Batinovac se opskrbljuje vodom iz jezera Okrugljak koje leži nad njim, te iz Prošćanskog jezera starim kanalom koji su stvorili ljudi. Dio njegove vode otječe slapom u jezero Galovac, a dio se prelijeva u sjeverno smještena manja jezera.
Dobro prohodne staze odavde vode posjetitelje prema manjim s trskom obraslim jezerima, te bezbrojnim malim slapovima.
Konstantan šum vode smiruje i omogućava posjetiteljima opažanje, gotovo nevjerojatnih slapova oko njih, još izraženijima. Pri jasnom i sunčanom danu zauvijek će zapamtiti taj prizor i raspoloženje, a čarolija trenutka bit će nezaboravna.
Ime Batinovac ili Bakinovac je dobilo po seljaku Batiniću ili po nekoj baki, koja se u njemu utopila.

## Vanjske poveznice
|  | Zajednički poslužitelj ima još gradiva o temi Batinovac |